# Fritz-Lauritzen-Park
Der Fritz-Lauritzen-Park ist eine Grünfläche im Stadtteil Elmschenhagen der schleswig-holsteinischen Landeshauptstadt Kiel. Die Parkanlage liegt zwischen Rüsterstraße, Egerstraße, Landskroner Weg, Reichenberger Allee und Elmschenhagener Allee und ist ca. 6 Hektar groß.

## Geschichte
Die Umbenennung der bis dahin namenlosen Grünfläche wurde am 21. November 1996 von der Kieler Ratsversammlung beschlossen. Der Name erinnert an Fritz Lauritzen (12. Februar 1882 – 15. März 1971),
der 1927 hauptamtlicher Gemeindevorsteher der damals noch selbständigen Gemeinde Elmschenhagen war. 1933 wurde er von den Nationalsozialisten seines Amtes enthoben. Sein Sohn Lauritz Lauritzen war von 1954 bis 1963 Oberbürgermeister der Stadt Kassel und von 1963 bis 1966 Hessischer Minister für Justiz und Bundesangelegenheiten.